# Coordination nationale infirmière
Pour les articles homonymes, voir CNI.
Le Syndicat CNI, Coordination Nationale Infirmière / Coordination Nationale Interprofessionnelle est un syndicat professionnel français représentant les soignants dans l’ensemble des secteurs public, privé et libéral. La CNI est présidée par Céline Laville depuis 2019.
Le syndicat est issu des mouvements infirmiers de 1988. À l'origine, il regroupe les étudiants infirmiers, infirmiers, infirmiers spécialisés, cadres de santé et directeurs des soins. 
En mai 2014, la sphère d’adhérents s’est élargie par décision d'AGN aux professionnels de la filière rééducation (Cadres de santé, Pédicures-Podologues, Masseurs-Kinésithérapeutes, Ergothérapeutes, Orthophonistes, Diététiciens, Orthoptistes, Psychomotriciens), de la filière médico-technique (Cadres de santé, Préparateurs en pharmacie hospitalière, Techniciens de laboratoire, Manipulateurs d’électroradiologie médicale) ainsi qu’aux Aides-Soignants, aux Auxiliaires de Puériculture, aux ASH et aux Psychologues. 

## Histoire
Un collectif de la CNI a manifesté le 30 mars 2010, lors du Mouvement social contre la réforme des retraites en France de 2010. La CNI mène des enquêtes auprès des infirmiers, comme celle sur les conditions de travail en 2011 ou celle sur la reconnaissance du travail en 2012.
En janvier 2013 la coordination envoie une lettre ouverte à Marisol Touraine, ministre des affaires sociales et de la santé sur la dégradation des derniers échelons et de l'impact sur la retraite. Certaines infirmières doivent en effet reprendre leur travail après leur arrivée à la retraite pour subvenir à leurs besoins. En janvier 2014, le syndicat est interrogé par le ministre de la santé, aux côtés du Syndicat national des professionnels infirmiers (SNPI), sur les réformes à faire dans la formation, à la suite de l'agression d'une infirmière par un patient psychiatrique dans une unité pour malades difficiles (UMD) à Cadillac.